# IC 1128
IC 1128 је лентикуларна галаксија у сазвјежђу Змија која се налази на листи објеката дубоког неба у Индекс каталогу.
Деклинација објекта је - 1° 44' 5" а ректасцензија 15h 37m 52,8s. Привидна величина (магнитуда) објекта IC 1128 износи 14,6 а фотографска магнитуда 15,6. IC 1128 је још познат и под ознакама UGC 9939, MCG 0-40-4, CGCG 22-18, NPM1G -01.0464, PGC 55648.